# Ridnauner Bach
Der Ridnauner Bach, auch Mareiter Bach, Fernerbach oder Ridnaunbach genannt, ist ein rechter, 25 Kilometer langer Zufluss des Eisacks. Seine wichtigsten Zuflüsse sind der Ratschinger Bach und der Jaufenbach. Der Ridnauner Bach durchfließt das Ridnauntal. Er entwässert ein Gebiet von 212 km² und mündet am Südrand von Sterzing in den Eisack in einer Höhe von 935 Metern. Im Einzugsgebiet des Mareiter Baches bestehen zurzeit viele kleine und zwei mittelgroße Ableitungen zur Stromerzeugung.